# Regularkanoniker von Lagrasse
Die Regularkanoniker von Lagrasse, Chanoines Réguliers de la Mère de Dieu (Regularkanoniker von der Gottesmutter), sind eine altritualistische katholische Ordensgemeinschaft.
Ursprünglich gehörte die Gemeinschaft der Abtei Lagrasse der Kongregation der Chanoines réguliers de Marie Mère du Rédempteur an. Seit 1997 eine eigenständige Abtei, wurde sie schließlich 2004 zu einer eigenständigen Ordensgemeinschaft, die dem Bischof von Carcassonne-Narbonne untersteht.
Der weibliche Zweig sind die Chanoinesses de la Mère de Dieu in Azille.
Überregionale Bekanntheit erlangte die Ordensgemeinschaft 2024 durch den Eintritt von Ludovic Duee, Kapitän des französischen Volleyballmeisters Saint-Nazaire.